# Ермаки (Казачинско-Ленский район)
Ермаки — село в Казачинско-Ленском районе Иркутской области России. Входит в состав Казачинского муниципального образования.

## География
Село находится на расстоянии 41 км к северо-востоку от села Казачинское, административного центра района.

## Население
| 2002 | 2010 | 2011 | 2012 |
| ---- | ---- | ---- | ---- |
| 118  | ↘43  | →43  | ↘33  |

### Гендерный состав
По данным Всероссийской переписи, в 2010 году в селе проживали 43 человека (23 мужчины и 20 женщин)..